# ليف نيلسن (لاعب كرة قدم)
ليف نيلسن (31 مارس 1943 بكوبنهاغن في الدنمارك - ) هو لاعب كرة قدم دانمركي في مركز الهجوم. شارك مع منتخب الدنمارك تحت 21 سنة لكرة القدم. أما مع النوادي، فقد لعب مع بولدكلوبن فرم.

## وصلات خارجية
- ليف نيلسن (لاعب كرة قدم) على موقع قاعدة بيانات كرة القدم.إي يو (الإنجليزية)
- ليف نيلسن (لاعب كرة قدم) على موقع قاعدة بيانات كرة القدم.إي يو (الإنجليزية)